# 上杉氏憲 (深谷上杉氏)
上杉 氏憲（うえすぎ うじのり）は、安土桃山時代から江戸時代前期にかけての武将。深谷上杉家8代当主。後北条氏の家臣。武蔵国深谷城主。長尾景仲の仍孫に当たる。

## 略歴
上杉憲盛の子として誕生した。天正3年（1575年）、父の憲盛の死を受けて家督を継いだ。天正6年（1578年）に北条氏政の養女を正室に迎え、氏政の猶子となった。この時、氏政の「氏」の字を貰って氏憲と称した。その後、北条氏邦の傘下として各地を転戦した。
天正18年（1590年）の豊臣秀吉による小田原征伐では、諸侯と同じく召集を受け小田原城に立て籠もった。留守の深谷城は家臣の秋元長朝・杉田因幡守らが守備したが、主力は小田原城に詰めていたため寡兵であり、秋元らの判断により開城し降伏した。
その後は久保田と姓を改め、信濃国更級郡にて隠居した。